# Vzdělání
Vzdělání je souhrn znalostí, dovedností a schopností, které lidé získávají prostřednictvím vzdělávání, výuky a studia. V češtině je pojem vzdělání užíván i v užším významu jako formálně uznané výsledky vzdělávání nebo učení (stupeň vzdělání popřípadě kvalifikace uvedená v Národní soustavě kvalifikací).
Původ slova vzdělání – „edukace“ odkrývá 1 teorii její funkce: latinské slovo educare pochází z kořenů znamenajících „vedení ven“ nebo „vedení vpřed“ s možnými implikacemi vývoje vrozených schopností a rozšíření horizontů.

## Přehled
Vzdělávání jednotlivce začíná po narození a pokračuje během života. (Existují teorie, že vzdělání začíná už před porodem, jak bylo zaznamenáno některými rodiči hrajícími hudbu nebo mluvícími na dítě v děloze doufajíce, že tím ovlivní vývoj dítěte.) Pro některé lidi úsilí a úspěchy denního života poskytují mnohem víc informací než formální škola. Členové rodiny mohou prohloubit efekt vzdělání – často víc než sami postřehnou – i když rodinné vyučování může fungovat velmi neformálně.
Formální vzdělání probíhá, když si společnost, skupina nebo jednotlivec sestaví učební osnovy pro vzdělání lidí, obvykle mladých. Formální vzdělání může být systematické a důkladné, ale sponzor vzdělání může hledat vlastní výhody při formování vnímavých mladých žáků.
Dlouhodobé vzdělávání nebo vzdělávání dospělých se stále rozšiřuje. Půjčující knihovny poskytují levný neformální přístup ke knihám a jiným materiálům sebevýuky. Někteří dospělí prohlašují, že jen děti patří „do školy“. Mnoho dospělých se přihlašuje do škol postsekundární edukace na dálkové i denní studium a jsou často klasifikováni jako „netradiční studenti“ pro jejich administrativní odlišení od mladých dospělých přicházejících přímo ze střední školy.
Počítače se stávají stále významnějším faktorem ve vzdělání, jednak jako prostředek pro vzdělávání online (typ dálkového studia) a e-learningu či m-learningu (elektronického studia). Tímto způsobem jednotliví studenti mohou studovat lekce a materiály snadno přes internet a CD-ROM (např. přes WebQuest) a participovat v mnohých interaktivních online studijních aktivitách.

## Vzdělání v rozvojovém světě
Osmdesát procent všech dětí žije v rozvojových zemích. Je tedy zřejmé, že školy mají zásadní vliv na to, jak se svět bude mít.
V posledních třiceti letech, a především v posledním desetiletí, udělalo školství v rozvojových zemích obrovský krok kupředu: od roku 2000 počet dětí, které nechodí do školy, klesl o 25 procent. Na druhou stranu 72 až 113 milionů dětí školního věku zůstává mimo školní lavice, jen 74 procent z těch, které v rozvojových zemích do první třídy nastoupí, pětiletou docházku dokončí, a okolo 850 milionů dospělých – tedy jeden ze čtyř – dnes neumí číst a psát. Navíc ty děti, které v současné době školu stále ještě nenavštěvují, bude velmi obtížné do vzdělávacího systému zapojit. Jde totiž o děti nejchudší, nemocné, žijící v tradičně smýšlejících rodinách, ve válečných zónách a v nejodlehlejších oblastech světa.
Věnovat pozornost pouze počtu dětí ve školách je nebezpečné. Kvalita toho, co se děti naučí, je stejně důležitá. A kvalita neudržela krok s rychlým růstem kvantity v posledních desetiletích. Naopak, v mnoha případech to bylo právě rychlé zavádění povinné školní docházky, které vedlo k přetížení škol a učitelů. A tak dnes srovnávací testy ukazují, že toho, co se děti v rozvojových zemích ve škole naučí, není mnoho: 30 až 50 procent z nich je po čtyřech až šesti letech docházky stále negramotných, o funkční gramotnosti ani nemluvě. Obecně se dá říci, že země s nízkým příjmem zaostávají v gramotnosti asi o 30 let za zeměmi se středním příjmem a ty asi 60 let za rozvinutými zeměmi.
Dostupné kvalitní vzdělání je jedním ze základních předpokladů hospodářského, politického i společenského rozvoje. I proto patří gramotnost a procento dětí přihlášených na školy prvního, druhého a třetího stupně mezi kritéria, podle kterých je stanoven Index lidského rozvoje. Negramotnost nebo jen minimální vzdělání má pro společnost závažné důsledky - do země nepřichází investoři, prohlubuje se hospodářská krize a tím roste i nezaměstnanost a chudoba. Ve státním rozpočtu pak chybí peníze třeba právě na vzdělání. "Více než sto milionů dětí světa stále ještě nemá přístup ani k základnímu vzdělání. Devadesát sedm procent z nich žije v rozvojových zemích, téměř šedesát procent z nich jsou dívky."
Přestože řada rozvojových programů (např. Rozvojové cíle tisíciletí nebo iniciativa Vzdělání pro všechny) si dala za cíl, aby v roce 2015 chodily do školy všechny děti na světě, nepovede se toho zřejmě dosáhnout. Podle prognóz se zřejmě k tomuto datu nepovede do škol poslat ani 90% dětí. Navíc řada z nich z různých důvodů (nemoci, bezpečnost v oblasti, povinnost pracovat, zhoršení finanční situace rodiny) školu nedokončí.
Mezi hlavní překážky dostupného vzdělání patří školné a další finanční náklady spojené se studiem. Problémem je také nedostatek škol a učitelů (na světě by podle britské organizace Oxfam bylo potřeba až o dva miliony pedagogů více. I tam, kde je škola dostupná a zdarma si však ne všechny rodiny mohou dovolit děti do školy posílat, protože je potřebují pro pomoc při práci, zejména v zemědělství. Dětská práce tak brání vzdělání zejména na venkově.

### Příčiny nedostupnosti vzdělání v rozvojovém světě
Školství v rozvojových zemích trpí dvěma problémy: omezeným přístupem občanů ke vzdělání a jeho nízkou kvalitou. Pod povrchem se ukrývají mnohé, hluboko zakořeněné a s chudobou spojené příčiny:
- Nedostatek škol a vybavení
  - Stavba nových škol nedrží krok s rychlým růstem populace, což vede k přeplněným třídám, výuce na směny (často i tři denně) a rušení výuky. Velké vzdálenosti, které děti musejí do škol docházet, mají navíc negativní dopad na docházku dívek: rodiče je ze strachu do škol raději neposílají. Tam, kde školy jsou, zase mnohdy chybí i to nejzákladnější vybavení a peníze na režijní náklady, jako je voda, elektřina nebo doprava dětí. A tak se například na vietnamském venkově zkrátila výuka na pouhé 3 hodiny a 10 minut denně a tabuli má jen 40 procent tříd.
- Cena vzdělání
  - Přestože mezinárodní právní rámec (a zpravidla i vnitrostátní právní normy) zavazují stát k poskytování bezplatného základního školství, školné – v nejrůznějších podobách – je stále běžnou praxí ve více než 100 zemích. Připočteme-li náklady na učebnice, uniformy a dopravu, tak si řada dětí školu prostě nemůže dovolit.
- Zaměstnané děti
  - Podle Mezinárodní organizace práce (ILO) musí asi 180 milionů dětí ve věku 5 až 15 let denně pracovat, a na školu proto nemají čas. V subsaharské Africe jde o jedno dítě ze tří, v Asii jedno z pěti a v Latinské Americe jedno ze šesti. Nezřídka jde o děti, jejichž rodiče trpí či zemřeli na HIV/AIDS. Školní rozvrh ani osnovy situaci těchto dětí nezohledňují.
- Podvýživa, nemocnost, mentální a fyzické postižení
  - Hladové a nemocné děti do školy nechodí, a pokud chodí, tak se mnoho nenaučí. Ekonomové Světové banky vypočítali, že ve všech rozvojových zemích dohromady zanedbají děti kvůli nemocem nebo podvýživě 200 milionů let školní docházky. Největší podíl na těchto ztrátách mají vedle podvýživy takzvané „nemoci chudých“, tedy malárie, tuberkulóza a HIV/AIDS. Navíc z dětí, které nechodí do školy, trpí asi čtvrtina nějakou formou postižení. Je proto zřejmé, že základního vzdělání pro všechny nikdy nedosáhneme, nebude-li se věnovat pozornost postiženým dětem.
- Ozbrojené konflikty a špatná bezpečnostní situace
  - Odhaduje se, že až 80 procent dětí, které nechodí do školy, žije v zemích postižených v současnosti či nedávné minulosti ozbrojeným konfliktem. Během války jsou školy zavřené, zničené či obsazené vojáky, děti jsou rekrutovány do armád nebo musí pracovat a učitelé jsou nuceni k emigraci. Nevyčíslitelné jsou dopady na zdraví a psychiku dětí, rodičů i učitelů, způsobené permanentním stresem, podvýživou a sexuálním násilím provázejícími většinu konfliktů. A nemusí jít jen o otevřenou válku. Mnohdy mají na školství vážnější dopad chronické krize, jako je třeba současná situace Palestinců.
- Diskriminace
  - Diskriminace je někdy explicitní a ze škol jsou vyloučeny (oficiálně či neoficiálně) menšiny, děti nakažené virem HIV či děti s fyzickým a psychickým postižením. Jinde je diskriminace ukrytá ve volbě vyučovacího jazyka, cenzurovaných učebnicích dějepisu, náboženství atd. Často je diskriminace namířena proti dívkám, jejichž vzdělání nemá v některých společnostech velkou hodnotu (přednost se dává ctnosti a starostlivosti o děti a domácnost).
- Osnovy a vyučovací jazyk
  - Osnovy jsou často kopiemi evropských či amerických osnov, jsou zastaralé, akademicky příliš náročné a neadekvátní věku a praktickým potřebám dětí v dané zemi. Děti tak často propadají a odcházejí předčasně ze škol. V některých zemích je velkou překážkou také vyučovací jazyk – zpravidla se vyučuje jen v oficiálním jazyce, avšak ten je nezřídka dědictvím z období kolonizace, a ne mateřským jazykem studentů. Na středním stupni zase chybí propojení osnov s pracovním trhem, a tak zůstávají absolventi nezaměstnaní.
- Učitelé
  - Na světě je potřeba podle UNESCO 35 milionů kvalifikovaných učitelů. Jejich nedostatek přispívá k přeplňování tříd (např. v Etiopii tak má učitel ve třídě v průměru 85 dětí, a někde dokonce více než 100) a jejich nedostačující kvalifikace je jedním z klíčových důvodů špatné kvality výuky. Obrovským problémem jsou také absence: v průměru 20 procent učitelů v rozvojových zemích „chodí za školu“ a většina učitelů má druhé zaměstnání. Navíc jen přibližně polovina těch, kteří ve škole během pracovní doby jsou, je ve třídách a učí.
- Korupce a neefektivnost investic
  - Mnozí vidí příčinu v nedostatku peněz ve státních rozpočtech umocňovaném zadlužeností rozvojových zemí. Přestože to do jisté míry pravda je, řada studií poukazuje na to, že často je větším problémem způsob investování peněz, neefektivnost školních systémů a rozbujelá korupce ve státním sektoru.

### K čemu je umět číst a psát?
Vzdělání přináší společensky cenné hodnoty:
- Je jedním z nejlepších nástrojů ekonomů pro boj s chudobou. S rostoucí mírou vzdělání rostou příjmy, zrychluje se zavádění nových technologií, a tím i ekonomický růst.
- Vzdělání je také jedním z nejúčinnějších nástrojů zdravotníků. Díky obrovskému počtu škol (jde o druhou nejhustší síť na světě po policejních stanicích) mají školní intervence silný dopad na zlepšení výživy dětí a na prevenci nemocí, jako je například HIV/AIDS. Navíc vzdělání napomáhá plánovanému rodičovství a snižuje úmrtnost dětí a matek.
- V neposlední řadě je vzdělání také účinným politickým nástrojem: emancipuje, a tím posiluje politickou angažovanost a demokratické rozhodovací procesy.

## Historie
Vzdělání existuje po většinu lidské historie. Zjednodušeně řečeno, vzdělání je vyučování myšlenek, dovedností, principů atd. Zvířata, které se učí od rodičů, též mají některé ze svých úkonů dané instinktem. Ale lidé, když začali vyvíjet pomůcky a vědomosti, které měli být vyučovány, šli ještě dále. Myslíme-li na vzdělání jako na část kulturní evoluce lidí, znamená to, že tu vždy byl nějaký typ vzdělání.
V roce 1994 Dieter Lenzen – prezident z Freie Universität Berlin řekl, že vzdělávání začalo buď před miliónem let nebo v roce 1770 (první katedra pedagogie byla v tom čase založena na univerzitě v Halle, Německo). Tento výrok Lenzena naznačuje ideu, že vzdělávání jako věda nemůže být separována od vzdělávacích tradic existujících předtím.
Za základní vzdělání se v současnosti považují znalosti nutné pro fungování ve společnosti.

### Evropa
Na Západě jsou původy vzdělání spojeny s organizovanou církví: kněží pochopili důležitost propagace pozitivních předností u mladých a založili, udržovali a vybavili personálem školní systémy. V Evropě mělo mnoho prvních univerzit katolické kořeny. Během následujícího věku osvícenství se spojení mezi vírou a vzděláním zmenšilo.
Jean-Jacques Rousseau podnítil vlivnou rano-romantickou reakci na formalizované vzdělávání založené na víře v čase když se koncept dětství začal vyvíjet jako odlišný aspekt vývoje člověka.
Konvenční sociální historie uvádí, že na začátku 19. století průmyslová revoluce propagovala potřebu množství disciplinovaných, vyměnitelných pracovníků, kteří disponovali aspoň minimální gramotností.

## Problematika
Cílem vzdělání je přenos myšlenek z jedné osoby na druhé. Problémy se současným vzdělávacím systémem obsahují: metodu doručení informací, jak zjistit jaké vědomosti vyučovat, použití a důležitost poskytovaných vědomostí a jak dobře si žáci uchovají přijaté vědomosti.
Navíc k 3 základním dovednostem – čtení, psaní a aritmetice – se základní a střední školy na Západě pokoušejí vyučovat základy předmětů jako historie, matematika (včetně diferenciálního počtu a algebry), fyzika, chemie a někdy politologie doufajíce, že studenti si uchovají a použijí tyto vědomosti během praxe. Výuka matematiky je však důležitá pro rozvoj mozku a kognitivních schopností.
Současné vzdělávací systémy měří znalosti pomocí testů a pracovního nasazení a pak přidělují každému studentu korespondující hodnocení (známku).
Vzdělání přináší i větší polarizaci v názorech. Vzdělání totiž umožňuje kritické myšlení.